# Paul Lohmann
Paul Lohmann, född 1894, död 1981, var en tysk musiker, sångare och sångpedagog. Han studerade för sin fru, Franziska Martienssen-Lohmann, också sångpedagog, samt för Karl Scheidemantel.